# Mecca (Indiana)
Mecca és una població dels Estats Units a l'estat d'Indiana. Segons el cens del 2000 tenia 355 habitants.

## Demografia
Segons el cens del 2000, Mecca tenia 355 habitants, 136 habitatges, i 96 famílies. La densitat de població era de 342,7 habitants/km².
Dels 136 habitatges en un 36,8% hi vivien nens de menys de 18 anys, en un 46,3% hi vivien parelles casades, en un 16,9% dones solteres, i en un 29,4% no eren unitats familiars. En el 25% dels habitatges hi vivien persones soles el 8,8% de les quals corresponia a persones de 65 anys o més que vivien soles. El nombre mitjà de persones vivint en cada habitatge era de 2,61 i el nombre mitjà de persones que vivien en cada família era de 3,08.
Per edats la població es repartia de la següent manera: un 30,7% tenia menys de 18 anys, un 6,5% entre 18 i 24, un 28,7% entre 25 i 44, un 26,8% de 45 a 60 i un 7,3% 65 anys o més.
L'edat mediana era de 33 anys. Per cada 100 dones de 18 o més anys hi havia 90,7 homes.
La renda mediana per habitatge era de 31.375 $ i la renda mediana per família de 35.000 $. Els homes tenien una renda mediana de 24.886 $ mentre que les dones 20.938 $. La renda per capita de la població era de 12.094 $. Entorn del 10,2% de les famílies i el 8,6% de la població estaven per davall del llindar de pobresa.

## Poblacions més properes
El següent diagrama mostra les poblacions més properes.